# Kernos

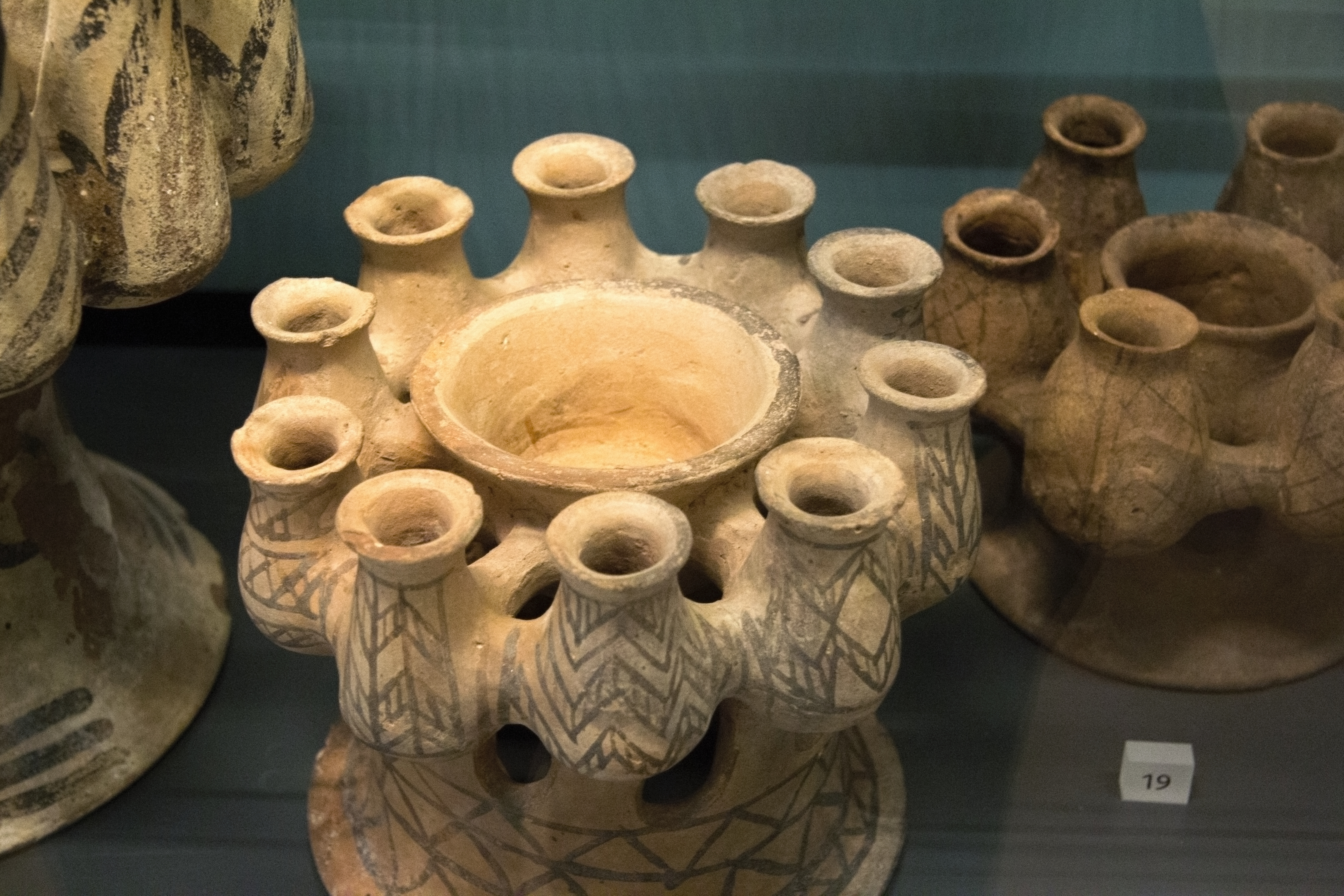
Un kernos dell'isola di Milo databile tra il 2300 e il 2100 a.C.

Il kernos (in greco antico κέρνος o κέρχνος, al plurale kernoi) è una forma vascolare in uso nella Grecia antica. È costituito da un vassoio o un anello in ceramica, pietra o metallo, al quale sono collegati contenitori più piccoli a forma di skyphos, uniti al vassoio solitamente tramite fori praticati sul fondo, e destinati allo svolgimento delle offerte. Nel mondo classico il kernos era usato principalmente nei rituali cerimoniali legati al culto di Rea, Demetra, Persefone e Cibele, durante lo svolgimento dei quali esso veniva retto e portato sopra la testa dai fedeli in una processione chiamata kernophoria, destinata alla consacrazione del contenuto del kernos alle dee che governavano la terra.
Il termine è talvolta applicato a simili forme vascolari composte, appartenenti ad altre aree culturali del Mediterraneo e del Vicino Oriente.

## Kernoi eleusini
Ateneo di Naucrati  fornisce una descrizione dell'oggetto rituale che egli chiama kernos, dal punto di vista formale e funzionale: si trattava di un vaso di terracotta al quale erano collegate molte piccole coppe, le quali potevano contenere salvia, papavero bianco, grano, orzo, piselli, lenticchie, fagioli, riso, avena, una torta di frutta, miele, olio, vino, latte e lana di pecora non lavata. La fonte di Ateneo era un trattato sulle pratiche cultuali eleusine scritto da Polemone di Ilio, un erudito periegeta di età ellenistica.
I primi kernoi, fino ad allora conosciuti solo attraverso le testimonianze letterarie, vennero scoperti ad Eleusi nel 1885, e nel 1895 venne ritrovato il pinax di Niinnion che ne confermò il riconoscimento e che reca la rappresentazione della kernophoria.
La forma tipica dei kernoi eleusini, trovati ad Eleusi e presso l'Eleusinion dell'agorà di Atene e datati prevalentemente al IV secolo a.C., presenta una base conica sormontata da un elemento crateroide dotato di una larga imboccatura, sotto la quale si trova una sezione orizzontale dotata di forature, e alla quale si collegano due anse. Le varianti alla forma base riguardano il numero delle coppette collegate, la loro grandezza, appartenenza al corpo stesso del vaso o loro totale assenza (tale è il kernos rappresentato sul pinax di Niinnion). L'assenza delle piccole coppe si spiega, secondo Pollitt, se si considerano questi esemplari come oggetti votivi e non espressamente rituali.
Le tracce di decorazione conservate sono scarse, in gran parte limitate alla pittura bianca. Su alcuni kernoi di Eleusi è rimasta traccia di doratura, tramite foglia d'oro. Alcuni frammenti mostrano schemi decorativi semplici e ghirlande.

## Forme vascolari assimilate

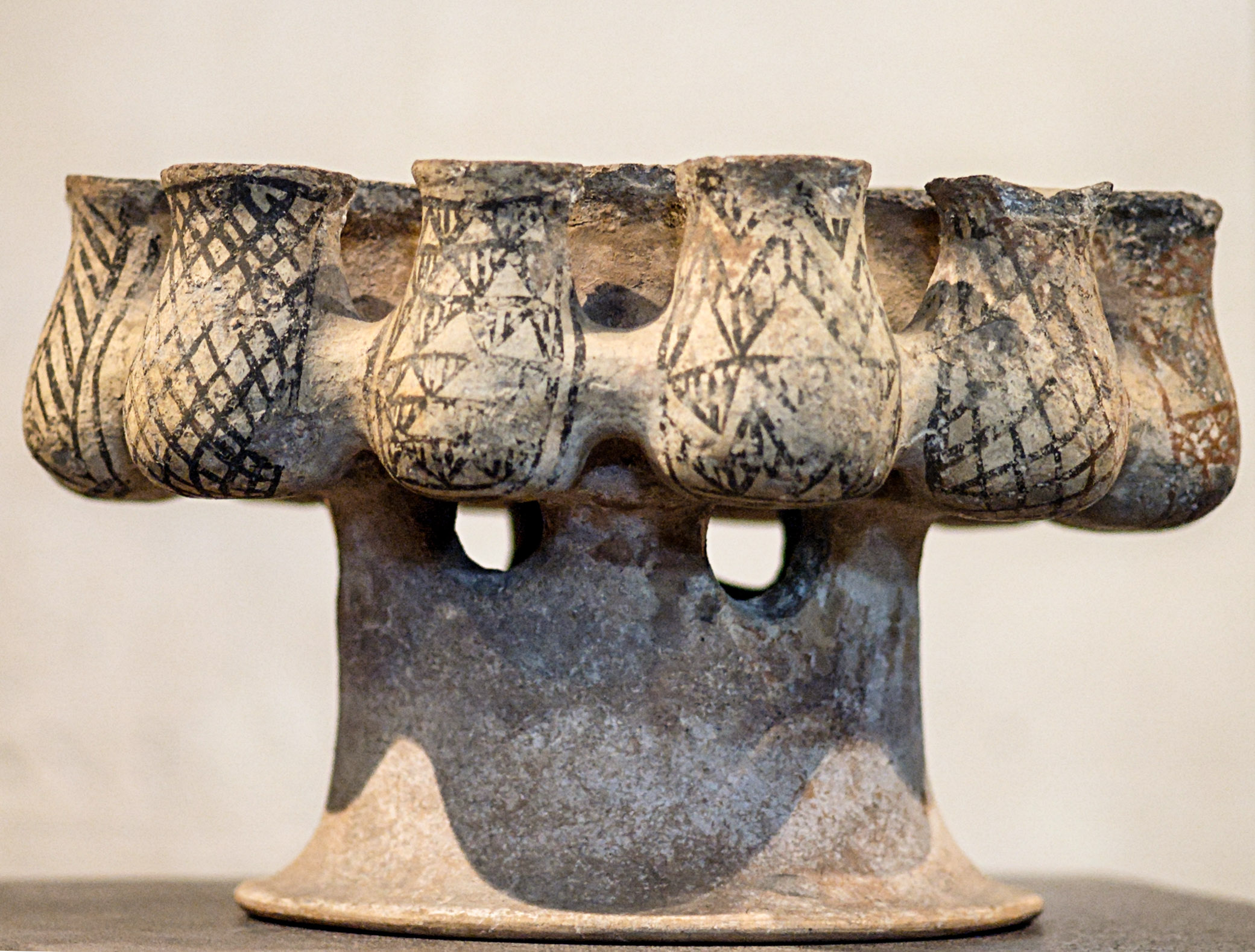
Kernos funerario da Melos (2000 a.C. circa). Parigi, Louvre, Sevres 3552.

Esemplari datati dalla prima età del bronzo, che corrispondono alla forma del kernos, provenienti da contesti prevalentemente tombali e quindi connessi a cerimonie funerarie più che religiose, sono stati trovati in Grecia, in Italia, a Cipro e nel Vicino Oriente. Per questi vasi, che sembrano non avere alcuna relazione con i kernoi eleusini, il termine kernos  viene mantenuto per ragioni tecniche, in assenza di altra terminologia antica e documentata. Possono essere suddivisi in tre tipologie: un tipo a tavola dove le piccole coppe si trovano collegate ad un supporto piano, il tipo a stelo in cui i contenitori circondano un contenitore centrale conico o cilindrico, un tipo ad anello in cui i contenitori sono collegati ad una base a ruota. L'unico elemento formale che unisce tra loro questi esemplari è la presenza dei piccoli ricettacoli, i quali tuttavia variano notevolmente nella forma e nella dimensione senza mostrare alcuna traccia di sviluppo consequenziale. In epoca arcaica sopravvivono il tipo a stelo, documentato a Creta, e il tipo ad anello, maggiormente diffuso (Rodi, Samo, Gela). Waldemar Deonna ne ha ipotizzato una derivazione dalla tavola per le offerte usata nelle tombe egiziane.